# Wilfredo Tovar
Wilfredo Tovar (né le 11 août 1991 à Santa Teresa del Tuy, Miranda, Venezuela) est un joueur d'arrêt-court de la Ligue majeure de baseball.

## Carrière
Wilfredo Tovar signe son premier contrat professionnel en 2007 avec les Mets de New York. Il fait ses débuts dans le baseball majeur avec cette équipe le 22 septembre 2013 et joue 7 matchs en fin de campagne. À sa première partie jouée, il réussit ses deux premiers coups sûrs au plus haut niveau. Le premier, face au lanceur Cliff Lee, est bon pour deux points produits et place New York en avant dans une victoire sur les Phillies de Philadelphie.